# Аверно
Аверно (на италиански: Lago d'Averno, Avernus) е вулканично кратерно езеро в област Кампания, Южна Италия. Езерото се намира в кратера Аверно, на около 4 км северозападно от Поцуоли. То е с почти кръгли размери: 2 км широчина и 60 метра дълбочина.

## История
Аверно е от голямо значение за древните римляни, тъй като считали, че то е входът към Хадес. Името му идва от гръцката дума αορνος, („aornos“ което значи: „без птици“) позовавайки се на убеждението, че птиците които прелитат над езерото падат в него, умъртвени от отровните изпарения издигащи се от водата. Името „Аверно“ често се използва от римските писатели, като синоним на „подземен свят“. В произведението на Вергилий – „Енеида“, Еней слиза в подземния свят през пещера намираща се в близост до езерото в която живеела пророчицата Сибила от Куме. В произведението „Фабула“ на Хигин, Одисей също слиза в долния свят от това място, където среща сянката на своя приятел Елпенор, загинал в двореца на Цирцея.
Не е ясно дали езерото наистина е било смъртоносно, каквато репутация му се носила, но със сигурност не е опасно за птиците в наши дни. Възможно е от вулканичната дейност да са се отделяли смъртоносни изпарения. Езерата в кратерите на активни вулкани са изключително опасни (за пример кратерното езеро Ниос в Камерун – в резултат на вулканична активност под езерото, се натрупват опасни количества смъртоносен токсичен газ. Разтвореният във водите на езерото въглероден диоксид постепенно се повишава до критични нива. През август 1986 г. изригване на въглероден диоксид от Ниос причинява смъртта на 1700 души).
Въпреки предполагаемата опасност от езерото, древните римляни строят по бреговете му множество вили, лозя и винарни. В северната му част са построени много храмове и голяма баня.
През 37 пр.н.е. римският военачалник Марк Випсаний Агрипа, преустройва езерото във военноморска база и пристанищен комплекс наречен „Порт Юлий“. Аверно се свързва посредством канал с Лукринското езеро и с морето. Бреговете на езерото също се свързват с подземен тунел (Grotta di Cocceio) с гръцката колония Куме, който е дълъг около един километър и е достатъчно широк за да преминат две каруци. Тунелът е построен от римския архитект Луций Кокцей Ауктус по заповед на Марк Агрипа. Това е първият в света подземен пътен тунел; използва се до недалечната 1940 г.

## Любопитно
През 2010 г. полицията запорира езерото, като собственика му е обвинен, че е поставено лице на италианската мафия.